# Силян Аврамовски
Силян Аврамовски (на македонска литературна норма: Силјан Аврамовски) е политик, полицейски служител и разузнавач от Северна Македония.

## Биография
Силян Аврамовски е роден на 10 април 1960 г. в град Скопие, тогава в Югославия. През 1983 г. завършва Факултета по сигурност в Скопие. След дипломирането си започва работа в МВР. Първоначално става стажант в Службата за държавна сигурност в Скопие, а после инспектор в Карпош. По-късно е главен инспектор във Второ управление за противодействие на международния и вътрешен тероризъм към Службата за държавна сигурност, помощник-началник и началник на Първо управление на Дирекцията (от 2000 г. – Управлението) за сигурност и контраразузнаване. След това е помощник-директор за оперативна работа към Управлението за сигурност и контраразузнаване (УБК). На 3 февруари 2003 г. Аврамовски става директор на УБК. От 2 юни до 13 декември 2004 г. е министър на вътрешните работи на Република Македония.
След края на мандата Аврамовски се връща в УБК, където е заместник-директор, включително и след 2006 под началството на Сашо Миялков.
През октомври 2013 е лустриран като щатен служител на тайните служби от Комисията за лустрация в Република Македония.